# Matthew Ebden
Matthew „Matt“ Ebden OAM (* 26. November 1987 in Durban, Südafrika) ist ein australischer Tennisspieler.

## Leben und Karriere

### Bis 2009: Hintergrund und erste Erfahrungen bei Future- und Challenger-Turnieren
Matthew Ebden wuchs in Südafrika auf, wo sein Vater Tennis und Cricket spielte. Matthews ältere Schwestern Tarryn und Candice spielten ebenfalls beide Tennis und waren in der südafrikanischen Juniorenrangliste. Nach dem Umzug der Familie nach Australien nahm Matthew Ebden im Jahr 2005 erstmals an Future-Turnieren teil und wird seit Oktober 2005 in der Tennis-Weltrangliste geführt.
Im August 2007 gewann er in den Vereinigten Staaten seinen ersten Future-Titel. Nachdem er im Dezember 2007 in Burnie zum ersten Mal das Viertelfinale eines Challenger-Turniers erreicht hatte, beendete Ebden das Jahr 2007 in den Top 600 der Weltrangliste.
Für die Qualifikation zu den Australian Open 2008 bekam er eine Wildcard, scheiterte jedoch schon in der ersten Qualifikationsrunde an Flavio Cipolla. Im Mai 2008 gewann Matthew Ebden in Südkorea seinen zweiten Future-Titel. Zwei Monate später stand er in Pensa erstmals in einem Challenger-Halbfinale. Im weiteren Jahresverlauf konnte er bis auf Platz 299 der Weltrangliste klettern.
Anfang 2009 bekam er wie schon im Vorjahr eine Wildcard für die Australian-Open-Qualifikation, konnte sich jedoch erneut nicht für das Hauptfeld qualifizieren. Nachdem er zwischenzeitlich bis auf Platz 474 der Weltrangliste zurückgefallen war, konnte Ebden im Oktober und November 2009 bei vier aufeinander folgenden australischen Future-Turnieren jeweils das Finale erreichen und dabei insgesamt drei Titel gewinnen.

### 2010: Grand-Slam-Debüt und Einstieg in die Top 200
Das Jahr 2010 begann mit dem bis dahin größten Erfolg für Matthew Ebden: Beim ATP-Turnier von Brisbane konnte er sich ohne Satzverlust qualifizieren und besiegte dann in seinem ersten ATP-Match den Top-30-Spieler Jürgen Melzer in zwei Sätzen. In der zweiten Runde unterlag er dann jedoch Richard Gasquet. Nur zwei Wochen später gelang Ebden bei den Australian Open im dritten Anlauf endlich die Qualifikation für sein erstes Grand-Slam-Turnier. Dort traf er in der ersten Hauptrunde auf den an Position 12 gesetzten Gaël Monfils, gegen den er nach einem knappen Dreisatzmatch ausschied. Das Jahr ging erfolgreich weiter: Im März 2010 stand Matthew Ebden in Kyōto zum ersten Mal in einem Challenger-Finale, das er jedoch gegen Yūichi Sugita verlor. Die folgenden Monate verliefen ohne größere Höhepunkte: Sowohl bei den French Open als auch bei den US Open scheiterte Ebden in der ersten Qualifikationsrunde, in Wimbledon schaffte er es immerhin in die dritte Qualifikationsrunde. Im August 2010 erreichte Ebden in Salvador da Bahia zum dritten Mal in seiner Karriere ein Challenger-Halbfinale. Daraufhin kletterte er in der Weltrangliste auf seine bis dahin beste Platzierung, Rang 162. Im Oktober 2010 folgte der nächste Höhepunkt für Matthew Ebden: Er trat in Neu-Delhi für Australien bei den Commonwealth Games an, und gewann dort durch einen Sieg über Peter Luczak die Bronzemedaille. Nur zwei Wochen später gewann Ebden in Glasgow seinen mittlerweile sechsten Future-Titel, und sicherte sich somit eine Jahresendwertung in den Top 200. Im Dezember 2010 verlor Ebden im Halbfinale der Playoffs für eine Wildcard bei den Australian Open 2011. Er bekam jedoch zwei Wochen später trotzdem eine Wildcard vom australischen Tennisverband.

### 2011–2012: Erste ATP-Titel im Doppel und Einstieg in die Top 100
Im Januar 2011 konnte sich Matthew Ebden wie schon im Vorjahr für das ATP-Turnier von Brisbane qualifizieren. Und wie schon im Vorjahr konnte er mit Denis Istomin einen Top-50-Spieler besiegen und stand dadurch erstmals in einem ATP-Viertelfinale, wo er jedoch gegen den späteren Turniersieger Robin Söderling chancenlos war. Eine Woche später bekam Ebden für das ATP-Turnier in Sydney eine Wildcard, wo er in der ersten Runde gegen den an Position 5 gesetzten Richard Gasquet verlor. Auch bei den Australian Open schied Ebden in der ersten Runde gegen Michael Russell aus. Im Februar 2011 erreichte er beim Challenger-Turnier in Caloundra im Einzel das Halbfinale, im Doppel konnte er zusammen mit Samuel Groth den Titel gewinnen. In den folgenden Monaten erreichte Ebden noch zwei weitere Challenger-Halbfinals in Dallas und Cremona, bevor er im Juli 2011 beim ATP-Turnier im Londoner Queen’s Club als Qualifikant den Top-100-Spieler Somdev Devvarman besiegen konnte. In der zweiten Runde verlor er dann allerdings in zwei Sätzen gegen den Weltranglistenersten Rafael Nadal. In Wimbledon verpasste Matthew Ebden die Qualifikation, konnte dafür aber beim folgenden Turnier in Newport durch Siege über die Top-100-Spieler Ryan Sweeting und Matthias Bachinger zum ersten Mal in seiner Karriere ein ATP-Viertelfinale erreichen. Dort verlor er zwar gegen den späteren Finalisten Olivier Rochus, konnte dafür aber im Doppel zusammen mit Ryan Harrison überraschend den Titel gewinnen. Zwei Wochen später verpasste Ebden in Atlanta die Qualifikation im Einzel, doch erneut konnte er im Doppel zusammen mit Alex Bogomolow bis ins Finale vorstoßen und dort seinen zweiten Titel innerhalb kürzester Zeit gewinnen. Nachdem er beim ATP-Turnier in Washington in der zweiten Runde gegen den an Position 9 gesetzten Nikolai Dawydenko ausgeschieden war, scheiterte Matthew Ebden bei den US Open bereits in der zweiten Qualifikationsrunde. Der Oktober 2011 wurde dann der bislang erfolgreichste Monat in Ebdens Karriere: Zunächst konnte er sich beim ATP-Turnier in Tokio erfolgreich qualifizieren und dort den Top-50-Spieler Pablo Andújar besiegen, bevor er in drei Sätzen gegen den an Position drei gesetzten späteren Halbfinalisten David Ferrer ausschied. Eine Woche später gelang ihm beim Masters-Turnier in Shanghai durch einen Sieg über den Top-100-Spieler Philipp Petzschner erneut die Qualifikation. Dort erreichte er nach einem weiteren Sieg über Andújar sowie Ryan Harrison das Achtelfinale, wo er den Weltranglistenzwölften Gilles Simon in einem umkämpften Dreisatzmatch besiegte. Im Viertelfinale verlor Ebden dann zwar glatt in zwei Sätzen gegen den späteren Turniersieger Andy Murray, dennoch stieg er durch diese Erfolge in der Weltrangliste bis auf Platz 80 und damit erstmals in die Top 100.
Anfang 2012 gewann Matthew Ebden bei den Australian Open gegen João Souza erstmals ein Grand-Slam-Match. In der zweiten Runde führte er gegen den an Position 24 gesetzten Kei Nishikori bereits mit 2:0 Sätzen, verlor das Match aber noch in fünf Sätzen gegen den späteren Viertelfinalisten. Anfang Februar 2012 wurde Ebden erstmals für die Australische Davis-Cup-Mannschaft nominiert und trug zum 5:0-Sieg über China einen Einzelsieg über Ma Ya-nan bei. Im März 2012 qualifizierte sich Matthew Ebden für das Masters-Turnier in Indian Wells und erreichte dort unter anderem durch einen Sieg über den an Position 32 gesetzten Julien Benneteau die dritte Runde. Dort triumphierte er in zwei Sätzen über Mardy Fish und besiegte somit erstmals in seiner Karriere einen Top-10-Spieler. Im Achtelfinale war dann allerdings gegen den späteren Finalisten John Isner nach zwei Sätzen Endstation.

### 2013: Mixed-Titel bei den Australian Open
Während Ebden beim ersten Grand-Slam-Turnier des Jahres in Melbourne sowohl im Einzel als auch im Doppel bereits in der ersten Runde scheiterte (im Einzel gegen Michail Juschny sogar nach 2:0-Satzführung), konnte er in der Mixed-Konkurrenz einen großen Erfolg feiern: an der Seite von Jarmila Gajdošová errang er mit einem Finalsieg über Lucie Hradecká und František Čermák den Titel.

### 2024: Doppel bei den Australian Open
Nach dem Einzug ins Halbfinale der Australian Open am 24. Januar 2024 mit Rohan Bopanna wird er in der darauffolgenden Woche an Platz zwei der Weltrangliste geführt. Bopanna, der im März 44 Jahre alt wird und zeitgleich an Platz eins geführt wird, ist somit der älteste Spieler an der Spitze der Weltrangliste. Am 27. Januar gewann er erstmals die Australian Open im Doppel. Mit Bopanna schlug er im Finale von Down Under Simone Bolelli und Andrea Vavassori mit 7:6 (7:0), 7:5. Bopanna wurde so zum ältesten Grand-Slam-Turniersieger der Open Era.
Für die Verdienste um den Sport als Goldmedaillengewinner bei den Olympischen Spielen 2024 in Paris wurde er 2025 mit der Medaille des Order of Australia ausgezeichnet.

## Erfolge
| Legende (Anzahl der Siege)      |
| Grand Slam (3)                  |
| ATP World Tour Finals           |
| Olympische Spiele (1)           |
| ATP World Tour Masters 1000 (2) |
| ATP World Tour 500 (1)          |
| ATP World Tour 250 (7)          |
| ATP Challenger Tour (15)        |

| ATP-Titel nach Belag |
| Hartplatz (9)        |
| Sand (2)             |
| Rasen (3)            |

### Einzel

#### Turniersiege
| Nr. | Datum             | Turnier    | Belag       | Finalgegner     | Ergebnis        |
| --- | ----------------- | ---------- | ----------- | --------------- | --------------- |
| 1.  | 9. Juni 2013      | Nottingham | Rasen       | Benjamin Becker | 7:5, 4:6, 7:5   |
| 2.  | 27. Oktober 2013  | Melbourne  | Hartplatz   | Tatsuma Itō     | 6:3, 5:7, 6:3   |
| 3.  | 17. November 2013 | Yokohama   | Hartplatz   | Gō Soeda        | 2:6, 7:63, 6:3  |
| 4.  | 24. November 2013 | Toyota (1) | Teppich (i) | Yūichi Sugita   | 6:3, 6:2        |
| 5.  | 13. Juni 2015     | Surbiton   | Rasen       | Denis Kudla     | 6:74, 6:4, 7:65 |
| 6.  | 1. November 2015  | Traralgon  | Hartplatz   | Jordan Thompson | 7:5, 6:3        |
| 7.  | 5. November 2017  | Canberra   | Hartplatz   | Taro Daniel     | 7:64, 6:4       |
| 8.  | 19. November 2017 | Toyota (2) | Teppich (i) | Calvin Hemery   | 7:63, 6:3       |
| 9.  | 20. Mai 2018      | Busan      | Hartplatz   | Vasek Pospisil  | 7:64, 6:1       |

#### Finalteilnahmen
| Nr. | Datum         | Turnier | Belag | Finalgegner | Ergebnis  |
| --- | ------------- | ------- | ----- | ----------- | --------- |
| 1.  | 23. Juli 2017 | Newport | Rasen | John Isner  | 3:6, 6:74 |

### Doppel

#### Turniersiege

##### ATP World Tour
| Nr. | Datum            | Turnier          | Belag     | Partner         | Finalgegner                                | Ergebnis                   |
| --- | ---------------- | ---------------- | --------- | --------------- | ------------------------------------------ | -------------------------- |
| 1.  | 10. Juli 2011    | Newport          | Rasen     | Ryan Harrison   | Johan Brunström Adil Shamasdin             | 4:6, 6:3, [10:5]           |
| 2.  | 24. Juli 2011    | Atlanta (1)      | Hartplatz | Alex Bogomolow  | Matthias Bachinger Frank Moser             | 3:6, 7:5, [10:8]           |
| 3.  | 22. Juli 2012    | Atlanta (2)      | Hartplatz | Ryan Harrison   | Xavier Malisse Michael Russell             | 6:3, 3:6, [10:6]           |
| 4.  | 2. März 2014     | Acapulco         | Hartplatz | Kevin Anderson  | Feliciano López Maks Mirny                 | 6:3, 6:3                   |
| 5.  | 9. April 2022    | Houston          | Sand      | Max Purcell     | Ivan Sabanov Matej Sabanov                 | 6:3, 6:3                   |
| 6.  | 9. Juli 2022     | Wimbledon        | Rasen     | Max Purcell     | Nikola Mektić Mate Pavić                   | 7:65, 6:73, 4:6, 6:4, 7:62 |
| 7.  | 27. August 2022  | Winston-Salem    | Hartplatz | Jamie Murray    | Hugo Nys Jan Zieliński                     | 6:4, 6:2                   |
| 8.  | 24. Februar 2023 | Doha             | Hartplatz | Rohan Bopanna   | Constant Lestienne Botic van de Zandschulp | 6:75, 6:4, [10:6]          |
| 9.  | 18. März 2023    | Indian Wells     | Hartplatz | Rohan Bopanna   | Wesley Koolhof Neal Skupski                | 6:3, 2:6, [10:8]           |
| 10. | 27. Januar 2024  | Australian Open  | Hartplatz | Rohan Bopanna   | Simone Bolelli Andrea Vavassori            | 7:60, 7:5                  |
| 11. | 30. März 2024    | Miami            | Hartplatz | Rohan Bopanna   | Ivan Dodig Austin Krajicek                 | 6:73, 6:3, [10:6]          |
| 12. | 3. August 2024   | Paris            | Sand      | John Peers      | Austin Krajicek Rajeev Ram                 | 6:76, 7:61, [10:8]         |
| 13. | 15. Juni 2025    | ’s-Hertogenbosch | Rasen     | Jordan Thompson | Julian Cash Lloyd Glasspool                | 6:4, 3:6, [10:7]           |

##### ATP Challenger Tour
| Nr. | Datum             | Turnier    | Belag       | Partner            | Finalgegner                            | Ergebnis           |
| --- | ----------------- | ---------- | ----------- | ------------------ | -------------------------------------- | ------------------ |
| 1.  | 7. Februar 2010   | Burnie     | Hartplatz   | Sam Groth          | James Lemke Dane Propoggia             | 6:78, 7:64, [10:8] |
| 2.  | 16. Mai 2010      | Zagreb     | Sand        | Andre Begemann     | Rubén Ramírez Hidalgo Santiago Ventura | 7:65, 5:7, [10:3]  |
| 3.  | 13. Februar 2011  | Caloundra  | Hartplatz   | Samuel Groth       | Pavol Červenák Ivo Klec                | 6:3, 3:6, [10:1]   |
| 4.  | 3. Mai 2015       | Taipeh (1) | Teppich (i) | Wang Chieh-fu      | Sanchai Ratiwatana Sonchat Ratiwatana  | 6:1, 6:4           |
| 5.  | 15. April 2018    | Taipeh (2) | Teppich (i) | Andrew Whittington | Prajnesh Gunneswaran Saketh Myneni     | 6:4, 5:7, [10:6]   |
| 6.  | 7. September 2019 | Jinan      | Hartplatz   | Divij Sharan       | Nam Ji-sung Song Min-kyu               | 7:64, 5:7, [10:3]  |

#### Finalteilnahmen
| Nr. | Datum             | Turnier          | Belag         | Partner            | Finalgegner                              | Ergebnis           |
| --- | ----------------- | ---------------- | ------------- | ------------------ | ---------------------------------------- | ------------------ |
| 1.  | 15. Januar 2012   | Sydney           | Hartplatz     | Jarkko Nieminen    | Bob Bryan Mike Bryan                     | 1:6, 4:6           |
| 2.  | 25. Mai 2019      | Genf             | Sand          | Robert Lindstedt   | Oliver Marach Mate Pavić                 | 4:6, 4:6           |
| 3.  | 28. Februar 2021  | Singapur         | Hartplatz (i) | John-Patrick Smith | Sander Gillé Joran Vliegen               | 2:6, 3:6           |
| 4.  | 29. Januar 2022   | Australian Open  | Hartplatz     | Max Purcell        | Thanasi Kokkinakis Nick Kyrgios          | 5:7, 4:6           |
| 5.  | 12. Juni 2022     | ’s-Hertogenbosch | Rasen         | Max Purcell        | Wesley Koolhof Neal Skupski              | 6:4, 5:7, [6:10]   |
| 6.  | 23. Oktober 2022  | Neapel           | Hartplatz     | John Peers         | Ivan Dodig Austin Krajicek               | 3:6, 6:1, [8:10]   |
| 7.  | 19. Februar 2023  | Rotterdam        | Hartplatz (i) | Rohan Bopanna      | Ivan Dodig Austin Krajicek               | 6:75, 6:2, [10:12] |
| 8.  | 6. Mai 2023       | Madrid           | Sand          | Rohan Bopanna      | Karen Chatschanow Andrei Rubljow         | 3:6, 6:3, [3:10]   |
| 9.  | 8. September 2023 | US Open          | Hartplatz     | Rohan Bopanna      | Rajeev Ram Joe Salisbury                 | 6:2, 3:6, 4:6      |
| 10. | 15. Oktober 2023  | Shanghai         | Hartplatz     | Rohan Bopanna      | Marcel Granollers Horacio Zeballos       | 7:5, 2:6, [7:10]   |
| 11. | 5. November 2023  | Paris            | Hartplatz (i) | Rohan Bopanna      | Santiago González Édouard Roger-Vasselin | 2:6, 7:5, [7:10]   |
| 12. | 13. Januar 2024   | Adelaide         | Hartplatz     | Rohan Bopanna      | Rajeev Ram Joe Salisbury                 | 5:7, 7:5, [9:11]   |
| 13. | 28. Juni 2024     | Eastbourne       | Rasen         | John Peers         | Neal Skupski Michael Venus               | 6:4, 6:72, [9:11]  |

### Mixed

#### Turniersiege
| Nr. | Datum           | Turnier         | Belag     | Partnerin         | Finalgegner                     | Ergebnis |
| --- | --------------- | --------------- | --------- | ----------------- | ------------------------------- | -------- |
| 1.  | 27. Januar 2013 | Australian Open | Hartplatz | Jarmila Gajdošová | Lucie Hradecká František Čermák | 6:3, 7:5 |

#### Finalteilnahmen
| Nr. | Datum            | Turnier         | Belag     | Partnerin       | Finalgegner                   | Ergebnis |
| --- | ---------------- | --------------- | --------- | --------------- | ----------------------------- | -------- |
| 1.  | 20. Februar 2021 | Australian Open | Hartplatz | Samantha Stosur | Barbora Krejčíková Rajeev Ram | 1:6, 4:6 |
| 2.  | 7. Juli 2022     | Wimbledon       | Rasen     | Samantha Stosur | Desirae Krawczyk Neal Skupski | 4:6, 3:6 |

## Abschneiden bei Grand-Slam-Turnieren

### Einzel
| Turnier         | 2008 | 2009 | 2010 | 2011 | 2012 | 2013 | 2014 | 2015 | 2016 | 2017 | 2018 | 2019 | 2020 | 2021 | 2022 | Karriere |
| --------------- | ---- | ---- | ---- | ---- | ---- | ---- | ---- | ---- | ---- | ---- | ---- | ---- | ---- | ---- | ---- | -------- |
| Australian Open | Q1   | Q2   | 1    | 1    | 2    | 1    | 2    | Q1   | 1    | Q2   | 2    | 2    | Q1   | Q1   | Q3   | 2        |
| French Open     | —    | —    | Q1   | —    | 1    | Q2   | 1    | —    | —    | Q1   | 1    | 1    | —    | Q1   | —    | 1        |
| Wimbledon       | —    | —    | Q3   | Q2   | 1    | 1    | 1    | 2    | —    | —    | 3    | 1    |      | Q2   | —    | 3        |
| US Open         | —    | —    | Q1   | Q2   | 2    | Q1   | 2    | 1    | —    | Q1   | 2    | —    | —    | Q1   | —    | 2        |

Zeichenerklärung: S = Turniersieg; F, HF, VF, AF = Einzug ins Finale / Halbfinale / Viertelfinale / Achtelfinale; 1, 2, 3 = Ausscheiden in der 1. / 2. / 3. Hauptrunde; Q1, Q2, Q3 = Ausscheiden in der 1. / 2. / 3. Qualifikationsrunde; nicht ausgetragen

### Doppel
| Turnier         | 2009 | 2010 | 2011 | 2012 | 2013 | 2014 | 2015 | 2016 | 2017 | 2018 | 2019 | 2020 | 2021 | 2022 | 2023 | 2024 | 2025 | Karriere |
| --------------- | ---- | ---- | ---- | ---- | ---- | ---- | ---- | ---- | ---- | ---- | ---- | ---- | ---- | ---- | ---- | ---- | ---- | -------- |
| Australian Open | 1    | 1    | 1    | 1    | 1    | 1    | 1    | —    | 2    | 1    | 1    | 1    | VF   | F    | 1    | S    | 1    | S        |
| French Open     | —    | —    | —    | VF   | —    | 1    | —    | —    | —    | 1    | 1    | —    | 1    | 1    | 1    | HF   | VF   | HF       |
| Wimbledon       | —    | —    | —    | 1    | 2    | 1    | 1    | —    | —    | 2    | 2    |      | 2    | S    | HF   | 2    | 1    | S        |
| US Open         | —    | —    | 1    | 2    | —    | 1    | —    | —    | —    | 2    | —    | —    | VF   | AF   | F    | AF   |      | F        |

### Mixed
| Turnier         | 2010 | 2011 | 2012 | 2013 | 2014 | 2015 | 2016 | 2017 | 2018 | 2019 | 2020 | 2021 | 2022 | 2023 | 2024 | 2025 | Karriere |
| --------------- | ---- | ---- | ---- | ---- | ---- | ---- | ---- | ---- | ---- | ---- | ---- | ---- | ---- | ---- | ---- | ---- | -------- |
| Australian Open | 1    | 1    | AF   | S    | HF   | —    | —    | —    | 1    | —    | AF   | F    | AF   | 1    | AF   | —    | S        |
| French Open     | —    | —    | —    | —    | —    | —    | —    | —    | —    | —    |      | —    | VF   | AF   | VF   | —    | VF       |
| Wimbledon       | —    | —    | —    | —    | —    | —    | —    | —    | —    | —    |      | 2    | F    | VF   | 1    | 1    | F        |
| US Open         | —    | —    | —    | —    | —    | —    | —    | —    | —    | —    |      | —    | VF   | 1    | VF   |      | VF       |